# Ibrahim ibn Sinan
Pour les articles homonymes, voir Sinan (homonymie).
Ibrahim ibn Sinan ibn Thabit ibn Qurra  (en arabe : إبراهيم بن سنان بن ثابت بن قرة ) , plus connu sous le nom de Ibrahim ibn Sinan, né en 908 à Bagdad et mort en 946 dans la même ville, est un mathématicien et astronome. Il est célèbre pour ses travaux mathématiques, qui apportèrent une nouvelle vision de la géométrie, apportant des développements significatifs et inventant de nouvelles méthodes. Il poursuit les études d’Archimède sur les aires et les volumes. Il écrit des commentaires sur l'Almageste de Ptolémée. Ses travaux nous sont connus par les sept traités qu'il publia et par sa Lettre sur la description des notions.

## Sa vie et son œuvre
Ibrahim ibn Sinan est le fils de Sinan ibn Thabit ibn Qurra (vers 880 † 943), médecin, mathématicien et astronome, et le petit-fils de Al-Sabi Thabit ibn Qurra al-Harrani, connu sous le nom de Thabit ibn Qurra, (836 † 18 février 901).
Ibrahim ibn Sinan travailla sur les sections coniques, étudia plus particulièrement les tangentes aux cercles, ainsi que les mouvements apparents du Soleil tels qu'ils sont révélés par la géométrie des ombres. Alors qu'il n'avait que 17 ans, Ibrahim s’intéressa aux différentes manières d'exprimer l'heure grâce au soleil. Il résuma son travail dans un traité dans lequel il analyse les données connues depuis Ptolémée et expose sa  propre théorie sur le mouvement solaire. À la suite de son grand-père, Ibrahim formula une méthode pour dessiner les courbes nécessitées par la conception des cadrans solaires, qui restera longtemps une référence.
Le travail le plus important d'Ibrahim Ibn Sinan portait sur la quadrature de la parabole, où il introduisit une méthode d'intégration plus générale que celle d'Archimède. Son grand-père Thabit ibn Qurra avait commencé à considérer l'intégration d'un point de vue différent de celui du mathématicien grec, mais n'avait pu totalement aboutir. Son étude avait été surpassée par celle d'un mathématicien arabe, Al-Mahani. Ibrahim reconnut le fait (« l'étude d' Al-Mahani restera plus avancée que celle de mon grand-père, à moins que quelqu'un de notre famille puisse le surpasser») et entreprit de poursuivre les travaux de son grand-père. Sa théorie sur la quadrature du cercle était plus simple que celle d'Archimède, et elle ne sera surpassée qu'après la découverte du calcul intégral.
Dans son traité Sur la mesure de la parabole, Ibrahim ibn Sinan parvient à prouver que la surface d'un segment de parabole représente les quatre tiers de l'aire du triangle inscrit.
Il fut l'un des mathématiciens arabes de cette époque qui se préoccupa le plus de la philosophie des mathématiques, et écrivit notamment un traité sur l’analyse et la synthèse, faisant observer que les géomètres contemporains avaient négligé la méthode d'Apollonios.
Il est néanmoins considéré, suivant les dires de l'historien des mathématiques le professeur allemand Fuat Sezgin, comme « l'un des mathématiciens les plus importants du monde islamique médiéval ».

### Livres
- Ibrahim ibn Sinan, Œuvres d'Ibrahim ibn Sinan, (en arabe), (collecté par Ahmad Salim Saidan, publié par le Conseil national pour la Culture, les Arts et les Lettres, Département Héritage arabe, Koweït, 1983).
- Roshdi Rashed, Les Mathématiques infinitésimales du IXe au XIe siècle, Londres, al-Furqan Islamic Heritage Foundation, Vol. I : « Fondateurs et commentateurs : Banu Musa, Thabit Ibn Qurra, Ibn Sinan, al-Khazin, al-Quhi, Ibn al-Samh, Ibn Hud », 1996, 1125 p
- Roshdi Rashed et Hélène Bellosta, Ibrahim Ibn Sinan : Logique et géométrie au Xe siècle, Leyden, Brill, 2000 (lire en ligne)
- Fuat Sezgin, Einführung in die Geschichte der Arabisch-Islamischen Wissenschaften (Introduction à l'histoire des Sciences arabo-islamiques), 232 pp., 2003.  (ISBN 3-8298-0067-3) (ouvrage en allemand).

### Articles
- Hélène Bellosta, « Ibrahim Ibn Sinan: on analysis and synthesis », Arabic sciences and philosophy, Cambridge University Press, 1991, vol. I, n° 2, pp. 211-232.
- Hélène Bellosta, « Ibrahim Ibn Sinan : une nouvelle classification des problèmes de géométrie », publié dans Contra los titanes de la rutina, S. Garma, D. Flament, V. Navarro éds., Madrid 1994, pp. 19-33, actes du colloque : Rencontre Internationale, Histoire des Mathématiques (Madrid 18-22 novembre 1991).
- Hélène Bellosta, « Les mathématiciens arabes et le problème des Contacts », Oriens-Occidens, cahiers du Centre d’Histoire des Sciences et des Philosophies Arabes et Médiévales, n°1, 1997, pp. 105-122.
- Hélène Bellosta, « Mathématiques et philosophie au Xe siècle : le traité sur l’analyse et la synthèse d’Ibrâhîm Ibn Sinân », MATAPLI n° 46, avril 1996, pp. 17-24.
- Hélène Bellosta, « Ibrahim Ibn Sinan, Apollonius arabicus », dans Perspectives arabes et médiévales sur la tradition scientifique et philosophique grecque, (Actes du 2e colloque international de la SIHSPAI, qui s'est tenu à Paris en 1993), Institut du Monde Arabe, Paris/Peeters, Leuven/Paris 1997, pp. 31-48.

### Thèses
- Hélène Baylet (Hélène Bellosta), « L'analyse et la synthèse selon Ibrahim Ibn Sinan », Thèse soutenue en 1994 à l'Université de Paris 7, 466 pages